# Buies Creek (Carolina del Norte)
Buies Creek es un lugar designado por el censo ubicado en el condado de Harnett en el estado estadounidense de Carolina del Norte. La localidad en el año 2000 tenía una población de 2.215 habitantes en una superficie de 5,9 km², con una densidad poblacional de 376,1 personas por km².

## Historia

### Incorporación
La ciudad de Buies Creek fue incorporada por la Asamblea General de Carolina del Norte en 1914. La carta de la ciudad fue derogada en 1967.

## Geografía
Buies Creek se encuentra ubicado en las coordenadas 35°24′37″N 78°44′20″O / 35.41028, -78.73889. Según la Oficina del Censo, la localidad tiene un área total de 5,9 km² (2,3 mi²), de la cual 5,9 km² (2,3 mi²) es tierra y 0 km² (0 mi²) (0.0%) es agua.

### Localidades adyacentes
El siguiente diagrama muestra a las localidades en un radio de 16 kilómetros (9,9 mi) de Buies Creek.

## Demografía
En el 2000 la renta per cápita promedia del hogar era de $21.019, y el ingreso promedio para una familia era de $39.688. El ingreso per cápita para la localidad era de $10.117. En 2000 los hombres tenían un ingreso per cápita de $25.329 contra $31.216 para las mujeres. Alrededor del 36.70% de la población estaba bajo el umbral de pobreza nacional.

## Facultades y Universidades
- Campbell University
- Central Carolina Community College

## Nativos notables
Rhett McLaughlin y Link Neal, dúo cómico y personalidades de la televisión conocido como Rhett y Link.